# Seetzenia
Seetzenia, maleni biljni rod od dvije vrste jednogodišnjeg raslinja ili trajnica, smješten u porodicu Zygophyllaceae, i vlastitu potporodicu Seetzenioideae. Rod je raširen kroz sjevernu i južnu Afriku, Arapski i Indijski poluotok.
Prema drugim izvorima rod je monotipičan, a S. orientalis je sininim za Seetzenia lanata.

## Vrste
1. Seetzenia lanata (Willd.) Bullock
2. Seetzenia orientalis Decne.